# Tapmukjaure (Gällivare socken, Lappland, 750994-170522)
Tapmukjaure är en sjö i Gällivare kommun i Lappland och ingår i Kalixälvens huvudavrinningsområde. Sjön har en area på 0,109 kvadratkilometer och ligger 481 meter över havet. Tapmukjaure ligger i Kaitum fjällurskog Natura 2000-område.

## Delavrinningsområde
Tapmukjaure ingår i det delavrinningsområde (750774-171428) som SMHI kallar för Ovan VDRID = Tjålojåkka i Kalixälvens vattendrags*. Medelhöjden är 454 meter över havet och ytan är 51,01 kvadratkilometer. Räknas de 104 avrinningsområdena uppströms in blir den ackumulerade arean 2 302,93 kvadratkilometer. Kalixälven som avvattnar avrinningsområdet har biflödesordning 2, vilket innebär att vattnet flödar genom totalt 2 vattendrag innan det når havet efter 291 kilometer. Avrinningsområdet består mestadels av skog (89 procent). Avrinningsområdet har 1,68 kvadratkilometer vattenytor vilket ger det en sjöprocent på 3,3 procent.